# کاسپار واینبرگر
کاسپار واینْبِرگِر (انگلیسی: Caspar Weinberger; ‏۱۸ اوت ۱۹۱۷ – ۲۸ مارس ۲۰۰۶) یک سیاست‌مدار اهل ایالات متحده آمریکا بود. وی به‌عنوان یک جمهوری‌خواه برجسته مسئولیت‌های بسیاری داشت که از میان آن‌ها می‌توان به وزارت دفاع آمریکا اشاره کرد.